# Елязъг
Елязъ̀г (на турски: Elâzığ, произношение на турски Елязъ̀ъ, старо име Mamüret'ül Aziz, Мамюретюл Азиз или съкратено Elaziz, Елазиз) е град в Източен Анадол, Турция и административен център на вилает Елязъг. Той се намира в най-горната част на долината Ефрат. Платото, на което градът се разраства е с надморска височина 1067 метра.

## География
Население 266 495 жители от преброяването през 2000 г.

## История
Градът Елязъг е основан в подножието на хълма, на който е построен историческия град Харпут.
Според настоящите историческите извори, най-древните обитатели на Харпут били Хуритите, които се заселват по тези места около 2000 пр. Хр.
Град Елязъг става център на вилаета през 1834 г.

## Спорт
Представителният футболен отбор на града носи името Елязъгспор. Дългогодишен участник е във втория ешелон на турския футбол групата Тюрк телеком лиг А

## Личности
Родени в Елязъг
- Иванес Аведис, македоно-одрински опълченец, 30-годишен, зидар, 3 рота на 9 велешка дружина[2]
- Гаспар Беширян, български железничар
- Неджати Шашмаз (р.1971), турски киноартист